# Houria Affak
Houria Affak, née le 11 juillet 1988, est une footballeuse internationale algérienne évoluant au poste d'attaquant.

## Biographie

### Carrière en club
Houria Affak évolue à l'Association sportive entreprise d'Alger Centre, au Chabab Larbi Tebessi Belouizdad, et à l'Afak Relizane.

### Carrière internationale
Avec l'équipe d'Algérie, Houria Affak participe au championnat d'Afrique 2014 organisé en Namibie, marquant deux buts en deux matches ; l'Algérie est éliminée dès la phase de poules.

## Palmarès
Etihad Club
- Championnat de Jordanie en 2024

- Vainqueur de la Coupe de Jordanie en 2024